# Григорий Хелмерсен
Григорий Петрович Хелмерсен (Георг фон Хелмерсен) (на руски: Григорий Петрович Гельмерсен; на немски: Georg von Helmersen) е руски геолог, основоположник на руската школа за геоложка картография, генерал-лейтенант от инженерните войски, минен инженер, директор на Минния институт (1856 – 1872), академик от Руската академия на науките (1850).

## Биография

### Произход и образование
Роден е на 29 септември 1803 година в имението Дуксендорф, близо до Дерпт (днес Тарту, Естония), в дворянско семейство. Първоначално образование (1808 – 1811) получава в немското училище в Санкт Петербург, след това завършва средно образование в Дерпт, а през 1825 се дипломира в Дерптския университет със специалност по геология.
През 1828 постъпва на работа в Министерството на финансите, като през летата на 1828 и 1829 участва в експедицията на Ернест Хофман в Южен Урал. През 1830 е командирован в чужбина, където до края на 1832 се занимава с изучаване на геология и минно дело в Берлин, Хайделберг, Бон и Фрайбург, посещава и планинските части на Германия, Австрия и Северна Италия. След завръщането си в Русия през 1834 е зачислен в Корпуса на минните инженери и след няколко месеца заминава за Урал.

### Експедиционна дейност (1834 – 1841)
От 1834 до 1836 извършва геоложки изследвания в Урал, Алтай и Средна Азия, Киргизия. Изследва Московския, Донецкия и Домбровския въглищни басейни, солените езера, калните вулкани и нефтените находища на Таманския и Керченски полуостров, торфените находища в Курляндия, находищата на кафяви въглища в Киевска, Херсонска, Гродненска и Привисленските губернии, находищата на железни и медни руди в Подмосковието, Олонецка и Петербургска губернии и находищата на янтар по крайбрежието на Балтийско море и Псковското езеро.
През 1840 изследва геоложкия строеж на в горното течение на река Волга от езерото Селигер до 58° с.ш., където извършва барометрични измервания и окончателно установява, че този район представлява плоско възвишение, което нарича Валдайско възвишение (343 м).
През 1841 Хелмерсен съставя първата геоложка карта на Европейска Русия, за изработването на която през 1842 му е присъдена Демидовска премия от Академията на науките. Неговите изследвания довеждат до откриването и въвеждането в експлоатация на първия артезиански кладенец в Санкт Петербург.

### Следващи години (1842 – 1885)
През 1842 Хелмерсен е избран за главен консерватор на Геоложкия музей към Руската академия на науките, през 1844 е назначен за адъюнкт (доцент) в Катедрата по геология и палеонтология, през 1847 е избран за екстраординарен, а от 1850 ординарен академик към Академията на науките.
От 1838 започва да чете лекции в Минния институт и едновременно с това от 1840 е инспектор към същия, а от 1849 става и директор на музея към института. Хелмерсен е избран за почетен член на много руски университети и задгранични научни дружества в т.ч. Лондонското, Виенското и Берлинското географски дружества. През 1882 е назначен за директор на Имперския геоложки комитет, в организацията на който взема активно участие.
Умира на 3 февруари 1885 година в Санкт Петербург на 81-годишна възраст.

## По-важни научни трудове
- „Reise nach dem Ural und Kirgisensteppe in den Jahren 1833 – 34“ (СПб., „Baer und Helmers. Beitr. zur Kenntniss des Russisch. Reichs“, в. 5 и 6);
- „Reise nach dem Altai im Jahre 1834“ (там же, в. 14);
- „Aulosteges variabilis, новый род моллюсков“ („Горный журнал“, т. 1, 1849);
- „Опыты над теплопроводностью некоторых горно-каменных пород“ (там же, 1851);
- „Die Salzseen Bessarabiens und Einbruch des Schwarzen Meeres in dieselben“ (1854, „Bull de l’Acad. etc.“, т. XVII);
- „Геогностическое исследование девонской полосы Средней России от реки Зап. Двины до Воронежа“ (1856, „Зап. Геогр. общ.“, кн. XI);
- „О медленном поднятии берегов Балтийского моря и действии на них волн и льда“ („Г. Ж.“, 1857, т. l);
- „Geognost. Bemerkungen auf eine Reise in Schweden und Norwegen“ (1858, „Mem. de l’Acad.“, т. VII);
- „Об артезианских колодцах вообще и в России в особености“ („Месяцеслов“, 1861);
- „О геогностическом горизонте и относительной древности каменного угля в подмосковном крае“ („Г. Ж.“, 1861, № 2);
- „Der Peipussee und die obere Narova“ (1864, в „Baer und Helm. Beitr. etc.“, в. 24);
- „Донецкий каменноугольный кряж и его будущность“ („Г. Ж.“, 1865, т. 1);
- „О геологических исследованиях на Урале в 1865 г.“ (там же, 1866, т. IV);
- „Das Vorkommen und die Entstehung der Riesenkessel in Finnland“ (СПб., 1867);
- „Studien über die Wanderblocke und die Diluvialgebilde Russlands“ („Mem. de l’Acad.“, т. XIV и XXX);
- „Geologische und physico-geogr. Beobachtungen in Olonezer Bergrevier“ („Baer. und Helm. Beitr. etc.“, 1882).

## Памет
Неговото име носят:
- остров Хелмерсен (71°30′ с. ш. 52°40′ и. д. / 71.5° с. ш. 52.666667° и. д.) в залива Рогачев, край западното крайбрежие на Южния остров на Нова земя;
- остров Хелмерсен (74°52′ с. ш. 100°15′ и. д. / 74.866667° с. ш. 100.25° и. д.) в северната част на езерото Таймир на п-ов Таймир.